# Liga sueca de balonmano masculino
La Elitserien (Handsbollsligan) es la máxima categoría de la Liga sueca de balonmano, la cual se disputa desde la temporada 1931/32. Es una de las competiciones de balonmano más antiguas del mundo.

## Equipos 2024-25
- Alingsås HK
- Amo Handboll
- Eskilstuna Guif
- Hammarby IF
- HF Karlskrona
- HK Malmö
- IF Hallby HK
- IFK Kristianstad
- IFK Skövde
- IK Sävehof
- OV Helsingborg
- Skånela IF
- Ystads IF
- Önnereds HK

## Palmarés
- 1931-32 - Flottans IF Karlskrona
- 1932-33 - Redbergslids IK
- 1933-34 - Redbergslids IK
- 1934-35 - Majornas IK
- 1935-36 - SoIK Hellas
- 1936-37 - SoIK Hellas
- 1937-38 - Västerås IK
- 1938-39 - Uppsala Studenters IF
- 1939-40 - Majornas IK
- 1940-41 - IFK Kristianstad
- 1941-42 - Majornas IK
- 1942-43 - Majornas IK
- 1943-44 - Majornas IK
- 1944-45 - Majornas IK
- 1945-46 - Majornas IK
- 1946-47 - Redbergslids IK
- 1947-48 - IFK Kristianstad
- 1948-49 - IFK Lidingö
- 1949-50 - IK Heim
- 1950-51 - AIK Handboll
- 1951-52 - IFK Kristianstad
- 1952-53 - IFK Kristianstad
- 1953-54 - Redbergslids IK
- 1954-55 - IK Heim
- 1955-56 - Örebro SK
- 1956-57 - Örebro SK
- 1957-58 - Redbergslids IK
- 1958-59 - IK Heim
- 1959-60 - IK Heim
- 1960-61 - Vikingarnas IF
- 1961-62 - IK Heim
- 1962-63 - Redbergslids IK
- 1963-64 - Redbergslids IK
- 1964-65 - Redbergslids IK
- 1965-66 - IS Göta
- 1966-67 - Vikingarnas IF
- 1967-68 - IF Saab
- 1968-69 - SoIK Hellas
- 1969-70 - SoIK Hellas
- 1970-71 - SoIK Hellas
- 1971-72 - SoIK Hellas
- 1972-73 - IF Saab
- 1973-74 - IF Saab
- 1974-75 - HK Drott Halmstad
- 1975-76 - Ystads IF
- 1976-77 - SoIK Hellas
- 1977-78 - HK Drott Halmstad
- 1978-79 - HK Drott Halmstad
- 1979-80 - LUGI HF
- 1980-81 - Vikingarnas IF
- 1981-82 - IK Heim
- 1982-83 - IK Heim
- 1983-84 - HK Drott Halmstad
- 1984-85 - Redbergslids IK
- 1985-86 - Redbergslids IK
- 1986-87 - Redbergslids IK
- 1987-88 - HK Drott Halmstad
- 1988-89 - Redbergslids IK
- 1989-90 - HK Drott Halmstad
- 1990-91 - HK Drott Halmstad
- 1991-92 - Ystads IF
- 1992-93 - Redbergslids IK
- 1993-94 - HK Drott Halmstad
- 1994-95 - Redbergslids IK
- 1995-96 - Redbergslids IK
- 1996-97 - Redbergslids IK
- 1997-98 - Redbergslids IK
- 1998-99 - HK Drott Halmstad
- 1999-00 - Redbergslids IK
- 2000-01 - Redbergslids IK
- 2001-02 - HK Drott Halmstad
- 2002-03 - Redbergslids IK
- 2003-04 - IK Sävehof
- 2004-05 - IK Sävehof
- 2005-06 - Hammarby IF
- 2006-07 - Hammarby IF
- 2007-08 - Hammarby IF
- 2008-09 - Alingsås HK
- 2009-10 - IK Sävehof
- 2010-11 - IK Sävehof
- 2011-12 - IK Sävehof
- 2012-13 - HK Drott
- 2013-14 - Alingsås HK
- 2014-15 - IFK Kristianstad
- 2015-16 - IFK Kristianstad
- 2016-17 - IFK Kristianstad
- 2017-18 - IFK Kristianstad
- 2018-19 - IK Sävehof
- 2020-21 - IK Sävehof
- 2021-22 - Ystads IF
- 2022-23 - IFK Kristianstad
- 2023-24 - IK Sävehof